# 고바야시 유스케 (1994년)
고바야시 유스케(일본어: 小林 祐介 1994년 10월 23일 ~ )는 일본의 축구선수이다. 현재 J2리그의 제프 유나이티드 이치하라 지바에서 뛰고 있다.

## 구단 경력
그는 2013년부터 J리그의 가시와 레이솔, 쇼난 벨마레, 제프 유나이티드 지바에서 뛰었다.